# ふるさと住民票
ふるさと住民票（ふるさとじゅうみんひょう）とは、民間シンクタンクの構想日本が提言している、地元出身者等に都市部と過疎地といった複数自治体の居住を促し、将来的な地域活性化や移住促進を進めようとする制度。

## 概要
ふるさと住民票の対象者は、地元出身者、ふるさと納税の利用者、自然災害などによる避難者らを想定している。
鳥取県日野町の場合には次のサービスを行っている。
1. 「ふるさと住民カード」の発行
2. 広報紙などの送付
3. パブリックコメントへの参加
4. 公共施設の住民料金での利用
5. 伝統行事、イベントなどの紹介・案内

## 発行自治体
首長が共同呼びかけ人として名を連ねた北海道ニセコ町、福島県飯舘村、鳥取県日野町など8市町村から導入されることとなっている。
鳥取県日野町
2016年2月22日にふるさと住民票を交付して交付第1号となった。